# Улясек (Островський повіт)
Улясек (пол. Ulasek) — село в Польщі, у гміні Вонсево Островського повіту Мазовецького воєводства.
Населення — 85 осіб (2011).
У 1975-1998 роках село належало до Остроленцького воєводства.

## Демографія
Демографічна структура станом на 31 березня 2011 року:
|          | Загалом | Допрацездатний вік | Працездатний вік | Постпрацездатний вік |
| -------- | ------- | ------------------ | ---------------- | -------------------- |
| Чоловіки | 41      | 9                  | 29               | 3                    |
| Жінки    | 44      | 9                  | 21               | 14                   |
| Разом    | 85      | 18                 | 50               | 17                   |